# Zürich von Stetten
Zürich von Stetten, auch Zürch von Stetten oder Ulrich von Stetten, († nach 1330) war Ritter und hoher Würdenträger des  Deutschen Ordens und in den Jahren 1329 bis 1330 mit den Rechten des Deutschmeisters des Deutschen Ordens betraut.
Von Stetten ist von 1319 bis mindestens 1327 als Komtur der Kommende Mergentheim nachzuweisen.
Von Stetten trat in einer Zeit als Deutschmeister auf, in der zwei weitere Ordensritter diesen Titel führten. Der Historiker Johannes Voigt erklärte im 19. Jahrhundert diesen Sachverhalt damit, dass Zürich von Stetten im Regnum Teutonicum als universell agierender Stellvertreter des beim Kaiser weilenden eigentlichen Deutschmeisters Konrad von Gundelfingen sowie des sich auf der Residenz des Hochmeisters im Deutschordensstaat Preußen aufhaltenden neuen Deutschmeisters Wolfram von Nellenburg fungiert habe. In der neueren Forschung wird Zürich von Stetten hingegen als Vertreter einer oppositionellen Fraktion innerhalb des Ordens gesehen.
Während der Amtszeit von Stettens wurde Heinrich von Zipplingen zum Landkomtur der Deutschordensballei Franken ernannt. Damit begann der Ausbau von Mergentheim zu einer Ordensstadt und zum Hauptsitz der Verwaltung des Streubesitzes des Ordens im Raum der Landballei.
Einem Eintrag im Mergentheimer Jahrzeitbuch lässt sich entnehmen, dass Zürich von Stetten nach 1330 Landkomtur von Österreich war, urkundlich ist er als solcher sonst nicht belegt.
Die Urkunde, in der ein Zürich von Stetten bereits im Jahre 1290 als Deutschmeister genannt wird, ist eine Fälschung, er war zu diesem Zeitpunkt vermutlich noch weltlichen Standes.